# 内纳德·别利察
内纳德·别利察（1971年8月20日—），克罗地亚男子足球运动员，场上位置是中场。他曾代表克罗地亚国家队参加2004年欧洲足球锦标赛，结果队伍止步小组赛阶段。